# Наманган (аэропорт)
Аэропорт города Наманган (узб. Namangan xalqaro aeroporti) — международный аэропорт одноимённого города в Узбекистане, предоставляет весь комплекс наземного обслуживания воздушных судов, коммерческое обслуживание пассажиров, грузов. С 2021 года является основным хабом для выполнения рейсов АО «Uzbekistan Airways» по схеме низкобюджетных авиаперевозок.
Реконструкция аэропорта была проведена в 2007 году. Пропускная способность аэровокзала составила 200 пассажиров в час. В аэропорт из города можно доехать на такси. В 1,4 км от аэропорта по автотрассе курсирует маршрутное такси №4.

## Развитие аэропорта
В соответствии с программой правительства о реконструкции всех крупных аэропортов Узбекистана ВПП к 2025 году будет удлинена на 800 метров, что позволит обслуживать все типы самолетов, которые существуют на данный момент. На сегодняшний день инфраструктурно аэропорт уже имеет комнату матери и ребенка - она находится на первом этаже терминала в «зоне тишины» (простой зал ожидания находится достаточно далеко от нее). Все услуги предоставляются бесплатно, если пассажирка находится на большом сроке беременности или берет с собой ребенка возрастом до семи лет. В этой комнате можно отдохнуть вместе с малышом, поесть (заказать еду из кафетерия ресторана или приготовить самостоятельно), получить консультацию врача-педиатра, взять книгу из библиотеки или сходить в душ. Также на втором этаже здания находится шикарный VIP-зал. К услугам пассажиров: комфортабельная комната с мягкой мебелью, интернетом и ТВ, комната для ведения переговоров, санузел с туалетом и душевой, бар с разнообразием иностранных и местных алкогольных напитков, табло с информацией по расписанию рейсов. Более того, каждый клиент может пройти таможенный контроль и регистрацию без очереди и даже дополнительно заказать доставку до трапа воздушного суда на автомобиле бизнес-класса. 

### Хаб «Восточный»
До 2021 года Международный аэропорт города Наманган являлся запасным аэродромом для воздушных судов. Однако, в 2021 году в Uzbekistan Airways было принято решение по созданию хаба «Восточный» на территории двух аэропортов Ферганской Долины — международных аэропортов городов Наманган и Фергана. Учитывая переход авиакомпании Uzbekistan Airways на гибридную форму авиаперевозок (к 2022 год авиакомпания имеет как воздушные суда как с бизнес-классом обслуживания, так и суда полного эконом класса), было принято решение задействовать международный аэропорт Наманган для осуществления полётов с полным эконом классом, уменьшив тем самым стоимость билетов по ряду маршрутов из всей Ферганской долины.

## Регулярные рейсы

### Uzbekistan Airways из Намангана
На конце 2022 года выполняются следующие рейсы:
- Наманган - Москва (Домодедово) - Наманган: 4 рейса в неделю
- Наманган - Самара - Наманган: 1 рейс в неделю
- Наманган - Уфа - Наманган: 1 рейс в неделю
- Наманган - Омск - Наманган: 1 рейс в неделю
- Наманган - Екатеринбург - Наманган: 1 рейс в неделю
- Наманган - Краснодар - Наманган: 1 рейс в неделю
- Наманган - Пермь - Наманган: 1 рейс в неделю
- Наманган - Иркутск - Наманган: 1 рейс в неделю
- Наманган - Красноярск - Наманган: 1 рейс в неделю

### рейсы зарубежных авиакомпаний из Намангана
В 2022 году регулярные рейсы в международный аэропорт Наманган начали выполнять авиакомпании:
- flyDubai: Дубай - Наманган - Дубай
- Jazeera Airways: Эль-Кувейт - Наманган - Эль-Кувейт
- Red Wings: Жуковский - Наманган - Жуковский, Махачкала - Наманган - Махачкала
- Авиакомпания Ямал: Москва - Наманган - Москва
- Авиакомпания SCAT: Алматы - Наманган - Алматы

## Принимаемые типы воздушных судов
Ан-12, Ан-24, Ан-26, Ан-28, Ан-30, Ан-32, Ан-72, Ан-74, Ил-76, Л-410, Ту-134, Ту-154, Ту-204, Як-40, Як-42, Airbus A310, Airbus A319, Airbus A320, ATR 42, ATR 72, Boeing 737, Boeing 757-200, Boeing 767-300 и др. типы ВС 3-4 класса, вертолёты всех типов. Классификационное число ВПП (PCN) 36/F/A/X/T.